# Ariadna Gil
Ariadna Gil (ur. 23 stycznia 1969 w Barcelonie) – hiszpańska aktorka filmowa i teatralna.
Laureatka nagrody „Goya” dla najlepszej aktorki pierwszoplanowej za rolę w filmie Belle époque (1993); była również nominowana do tej nagrody w latach: 1996 (Antarktyda), 2000 (Czarne łzy), 2004 (Żołnierze Salaminy), 2009 (Aurora i archanioł). W roku 2007 otrzymała nominację do nagrody „Goya” w kategorii „najlepsza drugoplanowa rola kobieca” za udział w filmie Kapitan Alatriste.
Jej mężem był hiszpański reżyser David Trueba – mają dwoje dzieci: córkę Violetę i syna Lea.
Od 2009 roku jest w związku z aktorem Viggo Mortensen.

## Filmografia
- 1986: Lola jako Ana
- 1988: El complot del Anells jako Muriel Basora
- 1990: Barcelona, lament jako Miranda
- 1991: Capità Escalaborns jako Marina
- 1991: Un submarí a les estovalles jako Icària
- 1992: Amo tu cama rica jako Sara
- 1992: Rewolver (Revolver) jako Nuria Casteres
- 1992: Crónicas del mal (serial telewizyjny) jako Arantxa
- 1992: Belle époque (Belle Époque) jako Violeta
- 1992: El columpio (film krótkometrażowy) jako dziewczyna
- 1993: Mal de amores jako Ángela
- 1993: El hombre de cristal (film krótkometrażowy)
- 1994: Arnau (serial telewizyjny) jako Elna
- 1994: Los peores años de nuestra vida jako María
- 1994: Todo es mentira jako La Sucia
- 1995: Estació d'enllaç (serial telewizyjny) jako Jose
- 1995: Mécaniques célestes jako Ana
- 1995: Antarktyda (Antártida) jako María
- 1995: Atolladero jako Indianka
- 1996: Malena es un nombre de tango jako Malena
- 1996: Anarchistki (Libertarias) jako María
- 1997: Tranvía a la Malvarrosa jako „Ślicznotka”
- 1998: Don Juan jako Charlotte
- 1998: Czarne łzy (Lágrimas negras) jako Isabel
- 1998: Szepty aniołów (Talk of Angels) jako Beatriz
- 1999: Podwójna osobowość (Segunda piel) jako Elena
- 2000: Camera Obscura jako Maria
- 2000: Wielki świat (Jet Set) jako Andréa Dionakis
- 2000: Nueces para el amor jako Alicia
- 2000: Dzieło (Obra maestra) jako Amanda Castro
- 2001: Torrente 2: Misja w Marbelli (Torrente 2: Misión en Marbella) jako operatorka dźwigu
- 2001: El lado oscuro del corazón 2 jako Alejandra
- 2001: Off Key (alternatywny tytuł: Desafinado) jako Carmen
- 2002: Urok Szanghaju (El embrujo de Shanghai) jako Anita / Chen
- 2002: Święta lubieżnica (La virgen de la lujuria) jako Lola
- 2002: Pocałunek niedźwiedzia (Bear's Kiss) jako Carmen
- 2003: Żołnierze Salaminy (Soldados de Salamina) jako Lola
- 2003: Les Parents terribles jako Madeleine
- 2005: Mrówki w ustach (Hormigas en la boca) jako Julia
- 2005: Nieobecni (Ausentes) jako Julia
- 2006: La silla de Fernando (film dokumentalny); producent wykonawczy
- 2006: Witaj w domu (Bienvenido a casa) jako Sandra
- 2006: Una estrella y dos cafés jako Ana
- 2006: Labirynt fauna (El laberinto del fauno) jako Carmen
- 2006: Kapitan Alatriste (Alatriste; alternatywny tytuł: El capitán Alatriste) jako María de Castro
- 2007: Quiéreme jako Consuelo
- 2008: Elles et moi (serial telewizyjny) jako Pilar
- 2008: Appaloosa jako Katie
- 2008: Aurora i archanioł (Solo quiero caminar) jako Aurora Rodríguez
- 2009: Taniec Wiktorii (El baile de la Victoria) jako Teresa Capriatti
- 2010: Niech ta noc nigdy się nie kończy (La noche que no acaba; film dokumentalny); głos – narrator
- 2011: Værelse 304 (alternatywny tytuł: Room 304) jako Teresa
- 2011–2012: Marco (serial telewizyjny) jako Ana
- 2013: The Boy Who Smells Like Fish (alternatywny tytuł: El niño que huele a pez) jako Sophie
- 2013: Sola contigo jako María Teresa
- 2013: Vivir es fácil con los ojos cerrados jako matka Juanjo
- 2014: Cuéntame (alternatywny tytuł: Cuéntame cómo pasó; serial telewizyjny) jako Paz Ortega
- 2014: Murieron por encima de sus posibilidades
- 2014: L'altra frontera jako Hannah